# Francesc Bofill i Surís
Francesc Bofill i Surís   (Barcelona, 3 de juliol de 1947 - Barcelona, 28 de gener de 2014) fou un pensador i artista català.

## Biografia
Fill de Joan Bofill i Bofill i Montserrat Surís i Fàbrega, i net de Jaume Bofill i Mates, Francesc Bofill i Surís fou el segon de cinc germans. Cursà l'ensenyament primari a l'Escola Santa Anna de Barcelona, ubicada inicialment al carrer Ramon Amadeu, a tocar de l'església que li donava nom, centre impulsat pel seu oncle Jaume Bofill i Bofill, i dirigit per la seva esposa Roser Soliguer i Valls, que amb un equip de mestres i professors joves, va potenciar la pedagogia renovadora de la Catalunya d'abans de la dictadura, inspirada en el Mètode Montessori. Cursà la secundària a l'Escola Costa i Llobera que fou la prolongació de l'Escola Santa Anna per a nois. Estudià el preuniversitari a l'Institut Jaume Balmes. Des de l'any 1958 al 1963 va ser membre actiu de l'escoltisme i començà a desenvolupar la seva gran capacitat dinamitzadora i organitzadora participant en el muntatge dels “Mercats de Calaf”.
L'any 1965, fets els divuit anys, entrà al Monestir de Montserrat per fer vida monàstica. Allí estudià teologia i filosofia, que completà amb estudis de Psicologia clínica a la Universitat de Lovaina (Bèlgica). També fou professor titulat en llengua catalana per la Universitat Autònoma de Barcelona i participà en les Jornades Catalanes de Lovaina de l'any 1974. Partidari de la llibertat dels pobles fou empresonat nou mesos a la presó Model de Barcelona l'agost de 1975. A partir de 1976 torna a la vida seglar i comença la seva variada activitat artística. Durant la dècada dels 1980, participà en la Fira del Llibre Infantil de Bolonya i a partir de l'any 1985 encetà la seva tasca en el món del doblatge audiovisual al català. Barceloní de naixement, l'any 1994 anà a viure a Montblanc que esdevindrà la seva ciutat adoptiva.
Expert en la figura de Sant Jordi, la seva radicació a Montblanc el durà a realitzar innombrables obres en aquesta temàtica, des de quadres a poemes o de llibres a actes socials. I entenent l'amplitud del valors associats a la figura, a accions des de l'àmbit més local, com a patró de la vila de Montblanc i de Catalunya, fins l'internacional, on veia el Sant com un fidel model dels valors d' Europa.
Impulsor de la Fundació Dabar, participà en diverses accions i programes de caràcter europeu de l'entitat en la dècada de 1990 amb universitats de Université de Tours, Universidade Nova de Lisboa, Universitat Lliure de Brussel·les i la Universitat Autònoma de Barcelona. Entre elles, en la Convenció Europea Universitària de l'any 1996 amb el títol: "Els principis fundadors de la ciutadania europea".
Conscient de les arrels jueves del seu cognom familiar, estudià la vinculació profunda entre les cultures jueva i catalana, la Càbala, i les concepcions tradicionals antigues comunes. Interessos que el portaren a fer diversos viatges a Terra Santa i a ser membre primer de l'associació cultural Amics de Passanant i posteriorment a ingressar en la maçoneria on arribà al grau 33 (màxim) en el Ritu Escocès Antic i Acceptat l'any 1999, sent autor del pròleg del volum "Historia del Supremo Consejo del Grado 33º para España y sus dependencias y de la Masonería Española (edición facsimilar)", i on hi romandrà en fraternal companyia fins al seu traspàs final, com mana la tradició.

## Obra
Artista i pensador polivalent la seva activitat s'expressà en una pluralitat de disciplines: des de la literària, (en traduccions, adaptacions, comtes, poemes, assaigs, etc.) fins a la gràfica (en còmics, quadres, murals, objectes o audiovisuals) passant per la musical i la teatral.
Entre el 1971 i el 1985 participa en l'organització de Les Trobades de joves a Montserrat (inspirades originàriament en el moviment de Taizé) on va ser el responsable de la secció d'animació amb un equip format per Joan Baixas i Arias, Cesc Serrat, Toni Puig, Teresa Duran, Roser Comas, Andreu Solsona, Jordi Bulbena, Salvador Serra, Xavier Bru de Sala i Castells, Enric Truñó.
A partir del 1985 comença a treballar en el camp del doblatge al català fent de traductor i ajustador de nombroses pel·lícules i sèries en parla anglesa, francesa o italiana. Tasca que mantindrà fins als darrers anys de la seva vida.

### Literària
Els primers textos de caràcter literari els comença a publicar sota el segell editorial de les Publicacions de l'Abadia de Montserrat. Es tracta de contes infantils com Viatge a través de la Història de Montserrat. (1974), traduït al castellà, al francès, al neerlandès, a l'anglès, a l'alemany i a l'italià, amb dibuixos de Joan Redorta o els reculls de cançons infantils Juguem cantant. 50 cançons per a la iniciació musical (1973), amb música d'Ireneu Segarra i Malla, ambdós reeditats en nombroses ocasions fins avui. Els textos de Juguem cantant… han estat fins avui també editats en nombrosos reculls de poesia per infants, fins a arribar a ser potser els més populars i coneguts de la seva obra.
També iniciaria col·laboracions amb les revistes Cavall Fort i Infantil- Tretzevents i publicaria “El paese del verde”, juntament amb altres autors.
Entre els setanta i fins al final dels noranta publicaria prop d'una quinzena de llibres de narrativa, comptant obra original i adaptacions.Destaquen entre ells:
- El Cavaller Sant Jordi amb Salvador Serra i Cairó.[14]
- Sant Jordi estendard d'Europa  amb Jason Saw.[15]
- L'Art de la ment. Proverbis, cites i aforismes contundents de tothom, d'arreu i de tots els temps.[16]
- El Manvscrit invisible. La crònica de Caius Juli Vigil (73 EC.) de l'any 2008[17].

Com articulista publicà treballs a La Vanguardia, El Periódico, i les revistes Serra d'Or, Vivir en Barcelona i Cáñamo.
Deixà una gran obra inacabada, un assaig enciclopèdic sobre el món dels somnis en tres volums, que fou posteriorment editat i publicat per un grup de familiars i amics seus l'any 2015:Son i Somnis.

### Teatral
L'any 1977, l'amistat amb Joan Baixas i Arias el dugué a participar en la planificació i execució de l'obra Morí el Merma dels Putxinel·lis Claca.

### Gràfica
A partir de la segona meitat dels anys setanta i durant els vuitanta compaginaria la narrativa infantil amb la il·lustració de llibres. En el camp dels còmics, participà en el grup SIR/SIRE en la confecció dels volums de la col·lecció Daniel Bach, private investigations. Un primer, l'any 1984, L'Enigma Gaudí i el segon,Bach & White l'any 1986.
Dibuixant meticulós i detallista, el gruix de la seva obra es realitzà un cop traslladat a Montblanc on trobà perfecta sintonia en l'ambient artístic de la comarca. Sibarita i curiós fins l'extrem, treballà tant les tècniques pictòriques més tradicionals (temple, aquarel·la, pastel, oli, etc.) com les més experimentals i originals (com la poli-fotoluminescència o la pintura corporal). Se li coneixem més de setanta obres, la majoria de temàtica simbòlica.
També experimentà amb la Ceràmica. Disciplina en la qual, aprofitant la perdurabilitat de les seves obres, deixà mostres en la vila de Montblanc ja des dels anys 90. Col·laborà amb els tallers Masalles de Senan i Montblanc i el de Català-Ripoll de Solivella. Deixà fet el disseny d'una obra pòstuma dedicada a la vila, de títol "Per a Montblanc" que fou posteriorment i inaugurada en l'exposició Terrània de l'any 2015.

### Musical
És en l'etapa montserratina en la que realitzà la seva aportació al món musical. En l'àmbit infantil, en cançons de gran popularitat com s'ha descrit en l'apartat literari, i posteriorment, 
l'any 1973, quan fou un dels organitzadors del concert del grup Gong a l'Abadia de Montserrat.